# Sorsele kyrka
Sorsele kyrka är en kyrkobyggnad som tillhör Sorsele församling i Luleå stift. Kyrkan ligger i Sorsele samhälle på ett näs vid Vindelälven.

## Kyrkobyggnaden
På samma plats där nuvarande kyrka ligger uppfördes två tidigare kyrkor år 1677 respektive år 1744. Nuvarande kyrkobyggnad i nyklassisk stil uppfördes 1859-1860 efter ritningar av arkitekt Ludvig Hedin och under ledning av byggmästare Johan Petter Lundberg. Kyrkobyggnaden är en treskeppig hallkyrka byggd av panelklätt resvirke. Vid västra sidan finns ett kyrktorn med ingång. Vid östra sidan finns koret och en tillbyggd, polygonal sakristia öster om koret. Kor och långhus med det förhöjda mittskeppet står under sadeltak. Ytterväggarna har en rik panelarkitektur med fältindelning och lister. Även kyrkorummet är klätt med panel. Dess mittskepp har ett tredingstak, medan dess sidoskepp har platta tak. En restaurering genomfördes 1908 då korväggen försågs med marmorerade pelare, enligt de ursprungliga ritningarna. Upprustning, isolering och målning utfördes 1929 av Kjell Wretling då även läktare och bänkar byggdes om. 1954 anordnades en dopplats vid norra väggen med glasmålning av Torsten Nordberg. Åren 1988-1989 genomfördes ännu en renovering under ledning av Rolf Sixtensson.

## Inventarier
- Altartavlan är signerad "L Ferlén 1867" (avser Lars Ferlén) och är en kopia av Fredric Westins altartavla från 1823 i Kungsholms kyrka, Stockholm. Dess motiv är Kristi uppståndelse. Altartavlan flankeras av kopplade, marmorerade pelare som tillkom vid restaureringen 1908.
- I tornet hänger två klockor. Ena klockan göts 1930 av Bergholtz klockgjuteri medan andra klockan göts om 1826 av S.C. Grönvall i Stockholm.

### Orgel
- 1862 byggd I Forsberg, Lycksele en orgel med 4 stämmor.
- 1900 bygger Nils Oskar Alm, Boden en orgel.
- 1942 byggs orgeln om av J W Grönlund, Kåge och har då 16 stämmor, två manualer och pedal.
- Den nuvarande orgeln är byggd 1973 av Grönlunds Orgelbyggeri, Gammelstad och är en mekanisk orgel. Fasaden är från en äldre orgel.

| Huvudverk I   | Öververk II       | Pedal          | Koppel |
| Principal 8'  | Gedackt 8'        | Subbas 16´     | I/P    |
| Rörflöjt 8'   | Principal 4'      | Oktava 8´      | II/P   |
| Oktava 4'     | Rörflöjt 4'       | Gedackt 8'     | II/I   |
| Spetsflöjt 4' | Waldflöjt 2'      | Koppelflöjt 4' |        |
| Oktava 2'     | Kvinta 1 1/3'     | Mixtur IV      |        |
| Mixtur IV-V   | Scharf IV         | Fagott 16'     |        |
| Trumpet 8'    | Krumhorn 8'       |                |        |
|               | Tremulant         |                |        |
|               | Crescendosvällare |                |        |